# Alsace (Pennsylvania)
Alsace  è una township degli Stati Uniti d'America, nella contea di Berks nello Stato della Pennsylvania. Secondo il censimento del 2000 la popolazione è di 3.689 abitanti.

## Società

### Evoluzione demografica
La composizione etnica vede una maggioranza della razza bianca (98,43%), seguita da quella asiatica (0,52%) dati del 2000.
| township di Alsace Popolazione |       |
| 2000                           | 3.689 |
| Stima al 2009                  | 3.773 |